# Liste der Monuments historiques in Bourdons-sur-Rognon
Die Liste der Monuments historiques in Bourdons-sur-Rognon führt die Monuments historiques in der französischen Gemeinde Bourdons-sur-Rognon auf.

## Liste der Immobilien
| Bezeichnung                       | Beschreibung                                                                                    | Standort                  | Kennzeichnung | Schutzstatus   | Datum     | Bild           |
| --------------------------------- | ----------------------------------------------------------------------------------------------- | ------------------------- | ------------- | -------------- | --------- | -------------- |
| Kirche Notre-Dame-de-l’Assomption | ab dem 13. Jahrhundert                                                                          | Rue de Verdun (Lage)      | PA00078959    | Inscrit        | 1925      |                |
| Kloster La Crête                  | Zisterzienserkloster, 1121 gegründet, 1791 aufgelöst; erhaltene Gebäude aus dem 18. Jahrhundert | nördlich des Ortes (Lage) | PA00078958    | Inscrit Classé | 1988 1991 | weitere Bilder |

## Liste der Objekte
| Bezeichnung                             | Beschreibung                                                                                               | Standort                                        | Kennzeichnung | Schutzstatus | Datum | Bild |
| --------------------------------------- | --- | ----------------------------------------------- | ------------- | ------------ | ----- | ---- |
| Kelch und Patene                        | Silber, vergoldet, 17. und 18. Jahrhundert                                                                 | in der Kirche Notre-Dame-de-l’Assomption (Lage) | PM52001332    | Classé       | 1991  |      |
| Hauptaltar                              | Retabel, Gemälde und Skulpturen; Holz, farbig gefasst und vergoldet, Ölfarbe auf Leinwand, 18. Jahrhundert | in der Kirche Notre-Dame-de-l’Assomption (Lage) | PM52000141    | Classé       | 1983  |      |
| Skulptur Heiliger Nikolaus              | Stein, bezeichnet 1599                                                                                     | in der Kirche Notre-Dame-de-l’Assomption (Lage) | PM52000139    | Classé       | 1965  |      |
| Zwei Skulpturen: Petrus und Paulus      | Holz, 18. Jahrhundert, von Jean-Baptiste Bouchardon oder aus seiner Werkstatt                              | in der Kirche Notre-Dame-de-l’Assomption (Lage) | PM52000137    | Classé       | 1914  |      |
| Zwei Büsten: Christus und Madonna       | Holz, 18. Jahrhundert, von Jean-Baptiste Bouchardon oder aus seiner Werkstatt                              | in der Kirche Notre-Dame-de-l’Assomption (Lage) | PM52000138    | Classé       | 1914  |      |
| Gemälde Tobias und der Erzengel Raphael | Ölfarbe auf Leinwand, 18. Jahrhundert                                                                      | in der Mairie (Lage)                            | PM52000140    | Classé       | 1979  |      |